# Jean-Albert Villard
Jean-Albert Villard, né Jean Albert Marie Paul Villard à Poitiers le 9 décembre 1920, mort dans la même ville le 28 janvier 2000, est un organiste classique français.

## Biographie
Jean-Albert Villard, né à Poitiers en 1920, effectue sa formation musicale à l'école César Franck à Paris avec Édouard Souberbielle puis Maurice Duruflé.

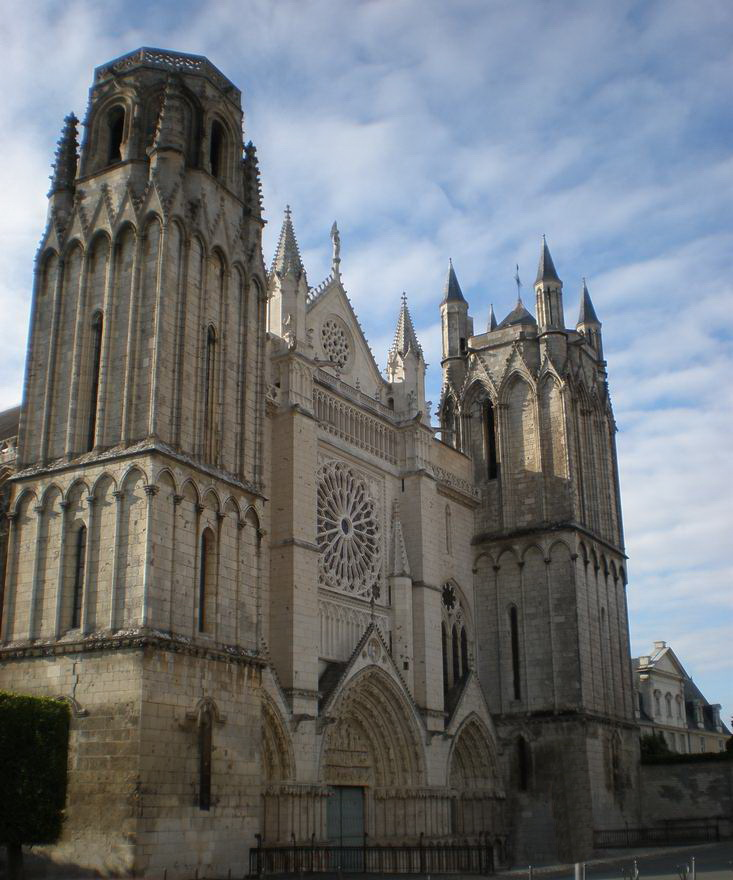
cathédrale Saint-Pierre de Poitiers.

Il est nommé titulaire du grand orgue Clicquot de la cathédrale Saint-Pierre de Poitiers le 31 décembre 1949, poste qu'il occupera jusqu'à sa mort en 2000. Il initie « la messe d’onze heures et demie en musique », optimisant l’écoute de l'orgue Clicquot. 
Il est cofondateur de l’Académie de l’orgue français de Saint-Maximin et de l’Association française pour la sauvegarde de l’orgue ancien (AFSOA) qu'il préside. Il est nommé membre rapporteur de la Commission des Monuments Historiques section Orgues du ministère de la Culture et s'attache à la conservation du patrimoine des orgues anciens et notamment de celui de Poitiers.
En 1986, il rédige une étude sur l’œuvre de Clicquot qui devient un ouvrage de référence. 
Il est tout d'abord secrétaire général, puis président de l’Association François-Henri Clicquot où il se montre très actif jusqu'à sa mort :

« il organisa autour de son instrument une vie musicale intense. Celui que l’actuel Président de l’Association qualifia de «Père reprenant une nouvelle éducation pour s’adapter au tempérament de l’enfant un peu moins sage», après la renaissance tant attendue de 1994, nous quitta le 28 janvier 2000 après une longue et cruelle maladie. »

.
Il enregistre deux disques.

## Publication
- Jean Albert Villard, L’Œuvre de François-Henri Clicquot, facteur d'orgues du roy (1732-1790) : études autour du grand-orgue F.-H. Clicquot de la cathédrale de Poitiers, Paris, Barnéoud, 1973, 235 p.